# Ubaldo Osório Pimentel

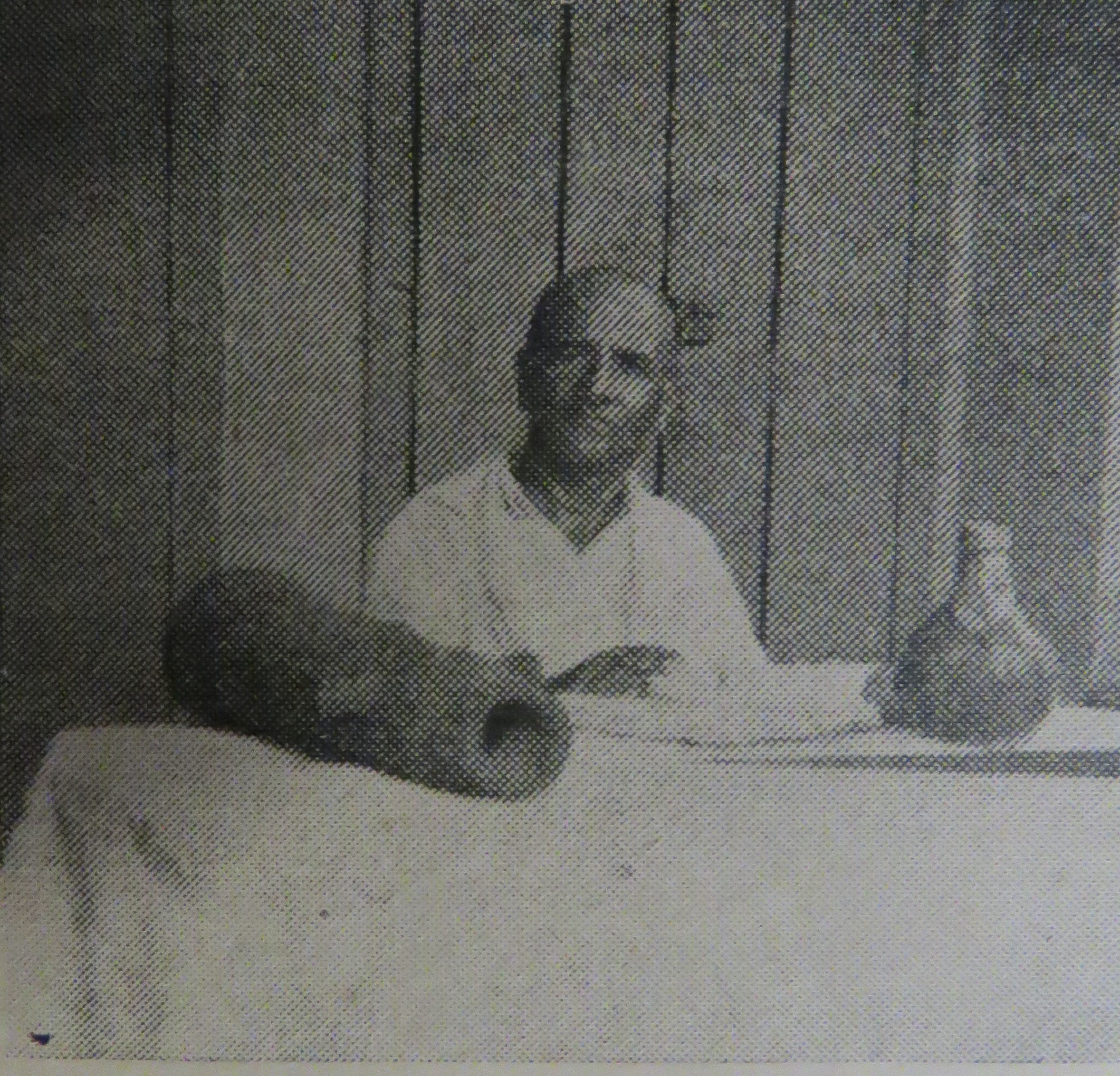
Foto: Revista Dhâranâ nº 109 – Julho a Setembro de 1941 – Ano XVI Redator : Prof. Henrique José de Souza

Ubaldo Osório Pimentel (Itaparica, 16 de maio de 1883 — Itaparica, 1974) foi um escritor, historiador e político brasileiro. É o avô materno de João Ubaldo Ribeiro. 
Sua obra mais relevante é o livro "A Ilha de Itaparica: História e Tradição" publicada em quatro edições, sendo a ultima publicada no ano de sua morte pela Fundação Cultural do Estado da Bahia, é fonte primária nos estudos históricos e etnográficos acerca da Ilha de Itaparica. 
Fundou conjuntamente com o delegado, médico e posteriormente, vereador e presidente da Câmara de Vereadores de Itaparica, o Dr. Diógenes Ribeiro de Alencar, o Ginásio Professora Maria José de Osório Pimentel, primeiro ginásio de Itaparica.